# هریبینی-لدسکا
هریبینی-لدسکا (به چکی: Hřibiny-Ledská) یک منطقهٔ مسکونی در جمهوری چک است که در ناحیه ریخنوف ناد کنیژنوو واقع شده‌است.